# Геологія Польщі
Геологічна будова Польщі. 
На тер. Польщі виділяються платформна частина (південно-західна околиця Сх.-Європейської платформи на сході, Середньоєвропейська плита і східна частина Зах.-Європейської платформи на заході) і складчаста область, що простягається вузькою смугою на півдні країни (Зах. і Сх. Судети, Свентокшиські гори, Карпати з Передкарпатським крайовим прогином). Межа між платформними структурами проходить по зонах глибинних розломів, що знаходять відображення у флексурах і розривних порушеннях осадового чохла.
Фундамент Східно-Європейської платформи представлений різноманітним комплексом від архейських до середньопротерозойських порід. Багато разів перероблені гранітоїдні серії архею місцями перекриті карельськими метаморфічними породами і прорвані протерозойськими магматичними породами від основного до кислого складу. У депресіях і ґрабенах фундаменту розвинені верхньопротерозойські кварцитизовані пісковики і сланці. Глибина залягання фундаменту від 0,5 км (Мазурсько-Сувалковський виступ) до 8-9 км (Люблінсько-Львівська западина). З анортозитами фундаменту пов'язані ванадійвмісні титан-ільменітові руди, з кварцитовими серіями – залізисті кварцити. Нижні шари чохла платформи представлені рифейськими червонокольоровими г.п. і вулканогенно-осадовими г.п., що наповнюють на сході країни древні авлакогени. Комплекси порід, які залягають вище, мають плащове поширення. 
Верхньорифейсько-нижньокембрійські теригенні породи розвинені вздовж всієї зах. околиці платформи, середньокембрійські піщано-алевролітові, ордовик-силурійські карбонатні породи і силурійські ґраптолітові сланці – в Балтійській синеклізі, в Підлясько-Брестській і Люблінсько-Львівській западинах. 
Західноєвропейська платформа являє собою монокліналь півн.-сх. падіння, яка в західній частині має назву Передсудетської, а в сході – Краківсько-Сілезької. Герцинський фундамент представлений дислокованими флішеподібними породами і ґраувакками ниж. карбону. Чохол платформи складений теригенно-уламковими породами карбону з прошарками вугілля, верхньо-кам’яновугільно-нижньопермськими породами. У покрівлі “червоного лежня" на Передсудетській монокліналі розташовані численні родов. газу. Вище залягає циклічно побудована верхньопермська теригенно-карбонатно-соленосна формація (цехштейн), в основі якої розвинені металоносні сланці з родов. руд міді. З породами цехштейна пов'язані родов. нафти, газоконденсату і газу, поклади калійних солей і ґаліту. 
Складчаста основа Середньоєвропейської плити (мегасинеклізи) складена філітами рифею,  кварцитами і метаморфізованими ґраптолітовими сланцями ордовика і силуру. Глиб. залягання його від 1-2 км на бортах синеклізи до 8-13 км в центрі. Чохол представлений верхньопалеозойськими теригенно-карбонатними відкладами в ниж. частині розрізу і переважно соленосними у верхній. На всій платформній тер. П. на цехштейні залягають континентальні відклади нижнього (строкатий пісковик) і карбонатні утворення сер. (ракушняковий вапняк) тріасу, теригенно-карбонатні і евапоритові відклади верх. тріасу і юри. До доломіту тріасу на півдні країни приурочено свинцево-цинкове зруденіння. Розріз мезозою вінчається теригенними відкладами ниж. і карбонатними породами верх. крейди. Широко розвинені теригенні відклади палеогену і неогену. У Середньоєвропейській мегасинеклізі в еоцені і міоцені сформувалися паралічні вугленосні товщі, з якими пов'язані буровугільні родовища. З теригенними відкладами четвертинного віку, які складають верхні елементи чохла, пов'язані родов. нерудних буд. матеріалів. 
Західні Судети (найбільш піднята частина орогена) складені гнейсами архею, метаморфізованими сланцями і вулканогенно-осадовими породами ниж. палеозою, сланцями, ґраувакками і вапняками девону, грубоуламковими породами карбону, прорваними гранітами. Виділяють Півн.-Судетську і Внутрішньо-Судетську (Нижньосілезьку) западини. До останньої приурочені родов. кам. вугілля. Східні Судети відрізняються нижчим гіпсометричним розташуванням і повнішим розрізом палеозою, у верх. частині якого виділяються теригенно-карбонатний фліш девону і флішоїдна товща карбону з прошарками туфів. У передгірській Верхньосілезькій западині розвинені вугленосні г.п. карбону, з якими пов'язані родов. кам. вугілля. З магматичними породами палеозою асоціюють руди хрому, нікелю і міді, пірит, магнезит і інш. Свентокшиські гори складчасто-блокової будови складені інтенсивно дислокованими породами ниж. палеозою і менш за дислокованим комплексом порід девону і карбону, який створює сундучні складки.
Передкарпатський прогин — що є частиною альпійської області Карпат, північним пологим бортом накладений на елементи герцинської складчастої системи Середньоєвропейської плити і Сх.-Європейської платформи. Виконуюча прогин моласова товща міоцену складена теригенними г.п. з соленосною товщею в сер. частині. З гіпсом і ангідритами останньої пов'язані родов. самородної сірки. Піщані горизонти моласи містять числ. поклади газу. Зовнішні Карпати складені потужною (до 11 км) товщею крейдових і палеогенових флішових відкладів. Ця частина орогену є мегасинклінорієм зі складною покривно-складчастою структурою, відклади якої утворюють ряд структурно-фаціальних зон. З флішовими відкладами крейди-палеогену пов'язані дрібні родов. нафти і газу.
У Внутрішніх Карпатах виділяють Пенінський пояс, міжгірну Підгальську западину і гірський масив Татри. Пенінський пояс складений дислокованими вапняками юри, які утворюють останці, і мергелистими породами крейди. Підгальська западина виконана палеогеновими грубоуламковими і піщано-глинистими відкладами. Татри утворені двома структурними елементами – північний являє собою покривало, складене мезозойськими осадовими гірськими породами; південний утворений гранітами карбону, нижньопалеозойськими метаморфічними породами і пермсько-крейдовими, переважно карбонатними, породами. 